# Aggeraue Ehreshoven mit Weierberg
Koordinaten: 50° 58′ 11″ N, 7° 19′ 59″ O
Das Naturschutzgebiet Aggeraue Ehreshoven mit Weierberg liegt auf dem Gebiet der Gemeinde Engelskirchen im Oberbergischen Kreis in Nordrhein-Westfalen.
Das aus zwei Teilflächen bestehende Gebiet erstreckt sich südwestlich des Kernortes Engelskirchen und nordöstlich von Vilkerath, einem Stadtteil von Overath, entlang der Agger, eines rechten Nebenflusses der Sieg. Durch den nördlichen Bereich des Gebietes und am nordwestlichen Rand verläuft die Landesstraße L 136 und südlich die A 4. Im Gebiet liegt der Ehreshovener Stausee.

## Bedeutung
Das etwa 71,3 ha große Gebiet wurde im Jahr 1996 unter der Schlüsselnummer GM-048 unter Naturschutz gestellt. Schutzziele sind der Erhalt und die Entwicklung von artenreichem Grünland, von Auwäldern und eines naturnahen Fließgewässers.